# High Power
Pour les articles homonymes, voir High Power (homonymie).
High Power est un groupe de hard rock français, originaire de Bordeaux, en Gironde. Formé en 1977, le groupe se sépare dix ans plus tard, en 1987, après deux albums ; High Power (1983) et Les Violons de Satan (1986).

## Biographie
High Power est formé en 1977 à Bordeaux, en Gironde, par Thierry Sorondo (guitare, synthétiseur) et Éric Pouey (guitare, chant). Ils sont rejoints par le batteur Patrick Malbos et le bassiste Jean-Michel Dietsch. Ils débutent en reprenant des morceaux de groupes tels que AC/DC, Deep Purple ou encore Led Zeppelin,.
En 1981, Éric Pouey souhaitant se concentrer sur sa fonction de guitariste, le groupe recrute Georges Moreau pour le poste de chanteur. Ce dernier étant finalement meilleur à la batterie, il permute rapidement avec Patrick Malbos, peu de temps avant une première partie de Saxon à Bordeaux. Ils enchainent alors les premières parties, dont celles des Ramones.
Le succès aidant, ils enregistrent un premier album produit et mixé par Philippe Ravon du Studio Carat de Bordeaux en août 1983. High Power sort fin 1983, et comprend huit morceaux, dont Mon offrande charnelle qui deviendra culte par la suite, place le groupe sur le devant de la scène heavy metal française,. Ils signent alors chez Devil's Records, un jeune label français qui aidera considérablement les groupes de rock hexagonaux des années 1980.
Alors que tout semble aller pour le mieux, des difficultés économiques apparaissent lors de l'enregistrement de leur second album qui ne voit finalement le jour que trois ans plus tard. Pendant cette période, Thierry Sorondo quitte le groupe et est remplacé par Alain Pavon. Les Violons de Satan sort donc en 1986 chez Sydney Productions. Le batteur Georges Moreau s'en va également, laissant sa place à Stéphane Desplat. Le groupe finit par se séparer en 1987. En 1999 sort l'album live rétrospectif intitulé Live 84/87.
Le chanteur Patrick Malbos décède tragiquement en 1991. Georges Moreau, lui, est décède d'un infarctus le 15 septembre 2005.

## Discographie

### Albums studio
- 1983 : High Power
- 1986 : Les Violons de Satan

### Albums live
- 1999 : Live 84/87

## Membres
- Patrick Malbos — chant (1980-1987, décédé en 1991)
- Georges Moreau — batterie (1980-1986, décédé en 2005)
- Alain Pavon — guitare (1984-1987)
- Éric Pouey — guitare (1980-1987)
- Jean-Michel Dietsch — basse (1980-1987)
- Pascal Meynard - batterie (1983-1986)
- Stéphane Desplat — batterie (1986-1987)
- Thierry Sorondo — guitare, synthétiseur (1980-1984)
- Daniel Malbos - parolier (décédé en 2011)